# Biserica fortificată din Dealu Frumos
Biserica evanghelică fortificată din Dealu Frumos, județul Sibiu, a fost construită în secolul XIII. Figurează pe lista monumentelor istorice 2010, cod LMI SB-II-a-A-12378, cu următoarele obiective:
- cod LMI SB-II-a-A-12378.01 - Biserica evanghelică fortificată, secolul al XIII-lea, cca. 1500, secolul al XVIII-lea;
- cod LMI SB-II-a-A-12378.02 - Incintă fortificată, cu turnuri, acces fortificat, încăperi pentru provizii, anexe, 1522, 1647.

## Localitatea
Dealu Frumos, mai demult Șulumberg, Șulemberg, (în dialectul săsesc Schinebärch, Šinebarχ, în germană Schönberg, în trad. "Dealu Frumos", în maghiară Lesses, Leses) este un sat în comuna Merghindeal din județul Sibiu, Transilvania, România.

## Biserica
Ca majoritatea localităților aflate pe Pământul crăiesc în Dealu Frumos exista o bazilică romanică încă din prima jumătate a secolului al XIII-lea, bazilică care avea un cor pătrat și o absidă semicirculară, cu trei nave fără clopotniță. Ulterior s-au construit cele două turnuri principale. Pentru construirea acestora s-au impus modificări de structură cum ar fi la nava centrală care inițial era acoperită cu un tavan, ulterior devenind boltită în leagăn și micșorată prin ridicarea turnului clopotniță. Traveele laterale au fost boltite asemenea navei centrale și arcadele rămase au fost transformate în arc frânt. Traveele laterale aveau fiecare câte un portal, cel sudic având elemente romanice originale. Aspectul inițial al bisericii în portalul vestic nu s-a mai păstrat din cauza ridicării clopotniței. Clopotnița a fost înălțată în secolul al XV-lea, probabil în aceeași perioadă cu cea a bazilicii din Merghindeal. Biserica a devenit biserică - hală abia în secolul al XVI-lea. De menționat că turnul clopotniței avea 23 metri și avea și rol defesiv chiar dacă este integrat bisericii. Clopotele se aflau la penultimul nivel, ultimul găzduind orologiul. Drumul de strajă este susținut de o consolă din bârne de lemn.
Celălalt turn este ridicat deasupra corului fiind mai scund și cu aspect mai greoi. Cele două turnuri comunică prin intermediul podului bisericii. În secolul al XVI-lea de peretele nordic al corului s-a alipit o sacristie, care în secolul al XVIII-lea a fost boltită în stil baroc.
Corul a fost pictat de trei ori înainte de Reforma religioasă iar la degajarea din 1911 nu a fost recuperată nicio scenă completă. Decorul spațiului este întregit de un tabernacul încastrat.

## Fortificația
La fel ca majoritatea bisericilor fortificate din sudul Transilvaniei, biserica din Dealu Frumos a fost înconjurată și ea cu  o incintă sub formă rectangulară datată la începutul secolului al XVI-lea. Cele două turnuri principale ale sale au la bază o formă pătrată, sunt ridicate pe trei niveluri dotate cu mașiculiuri în consolă și metereze. O data cu creșterea demografică a mai fost construit un turn cu cinci laturi, incinta a fost mărită, anul 1522 al modificărilor existând inscripționat sub o streașină. Anul 1647 a adus cu el construcția unei case fortificate în interiorul incintei, casă cu două niveluri cu un turn pătrat ce a fost încorporat în 1914 într-o nouă sală comunală. Sub această sală comunală a fost descoperit ulterior cimitirul vechii bazilici care a stat la baza actualei biserici fortificate.

## Galerie de imagini

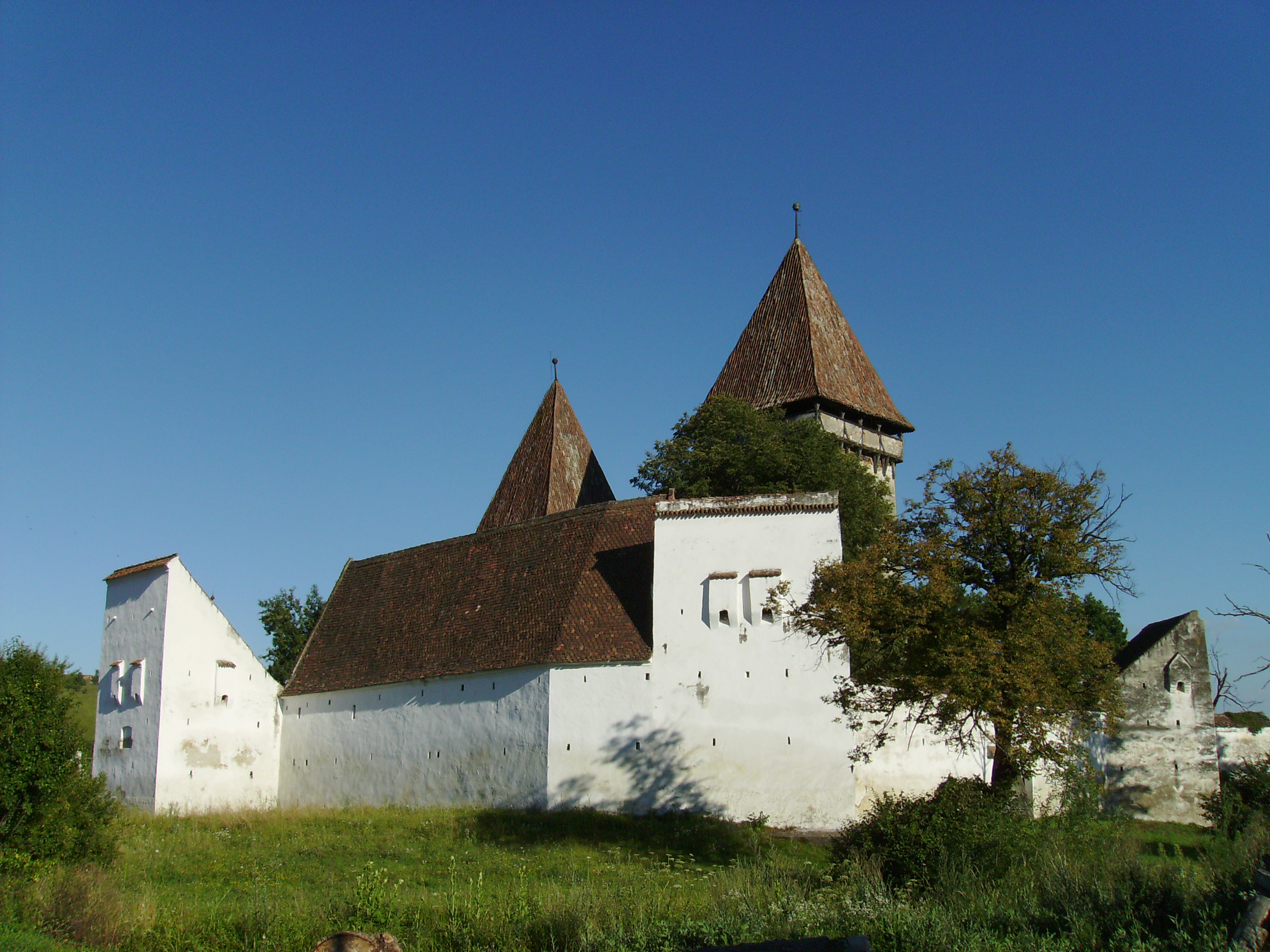
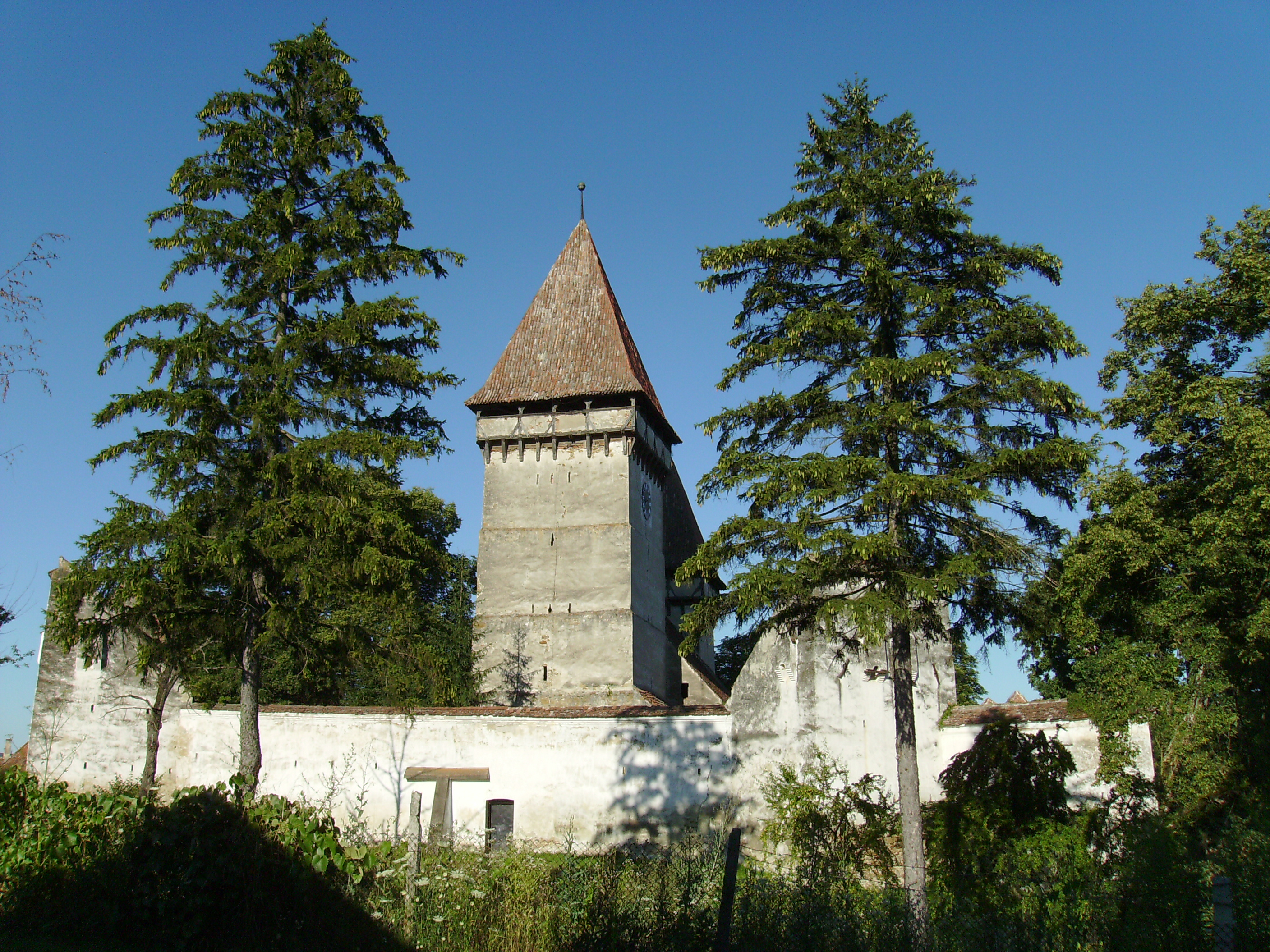
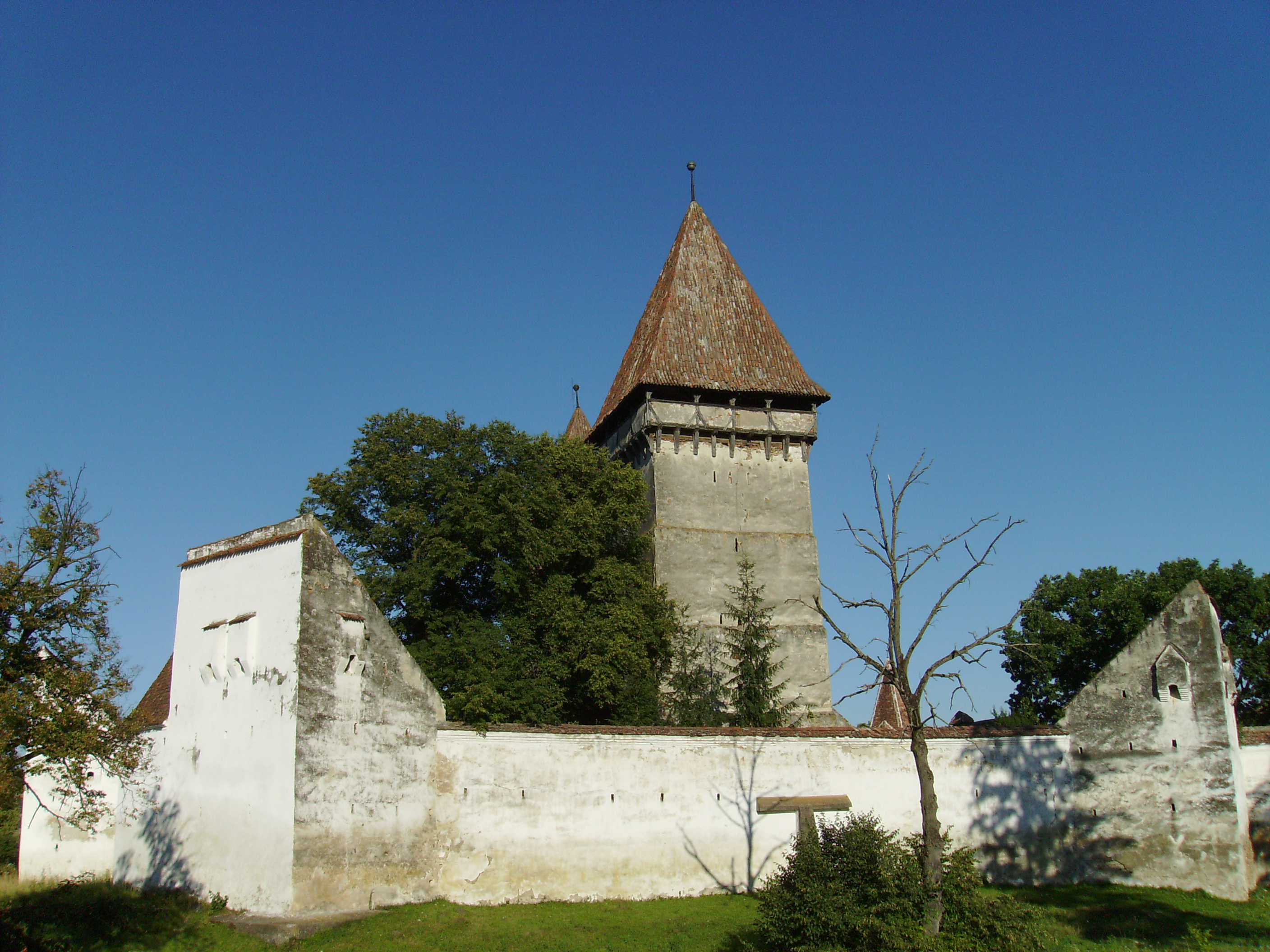
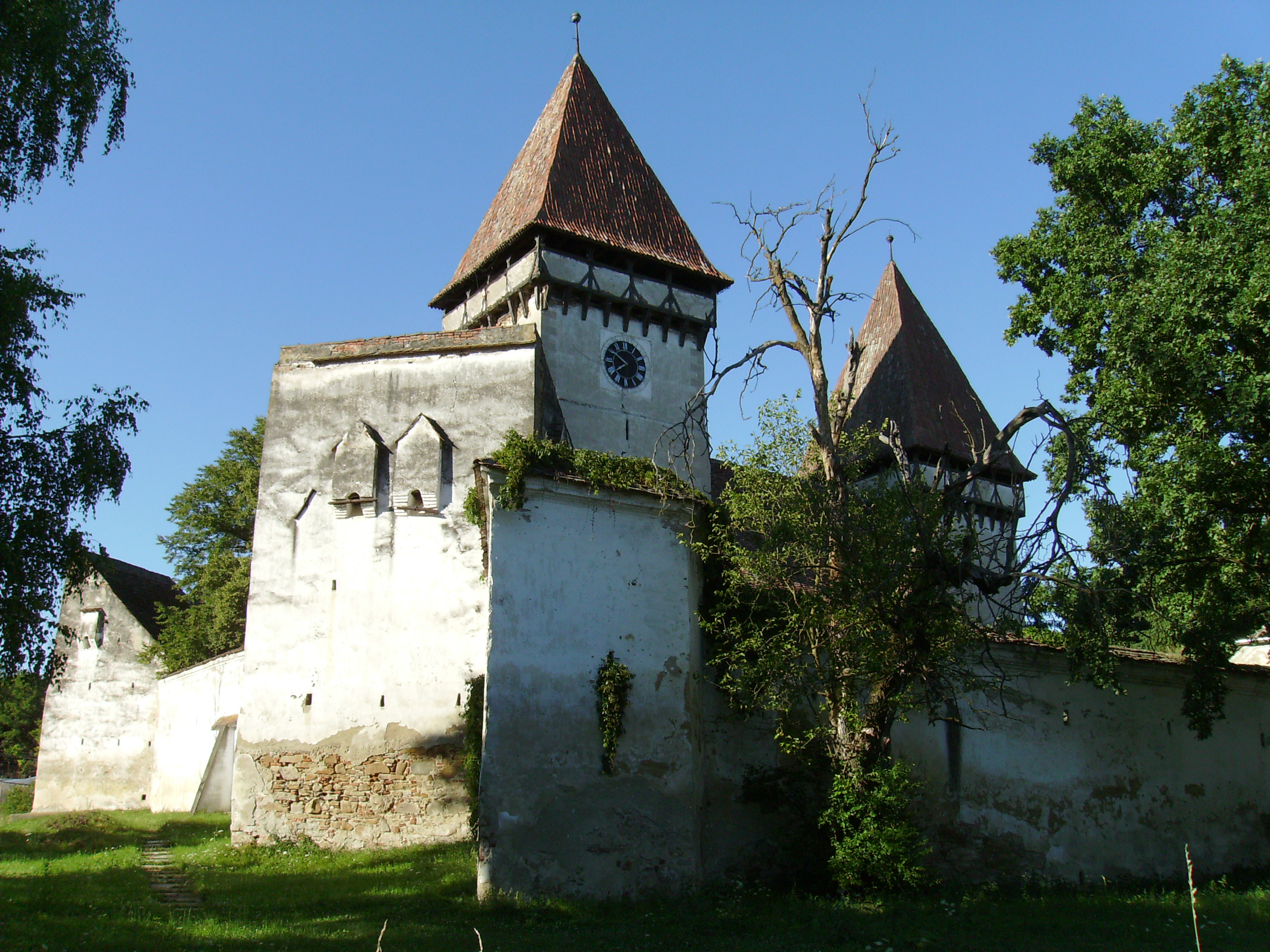
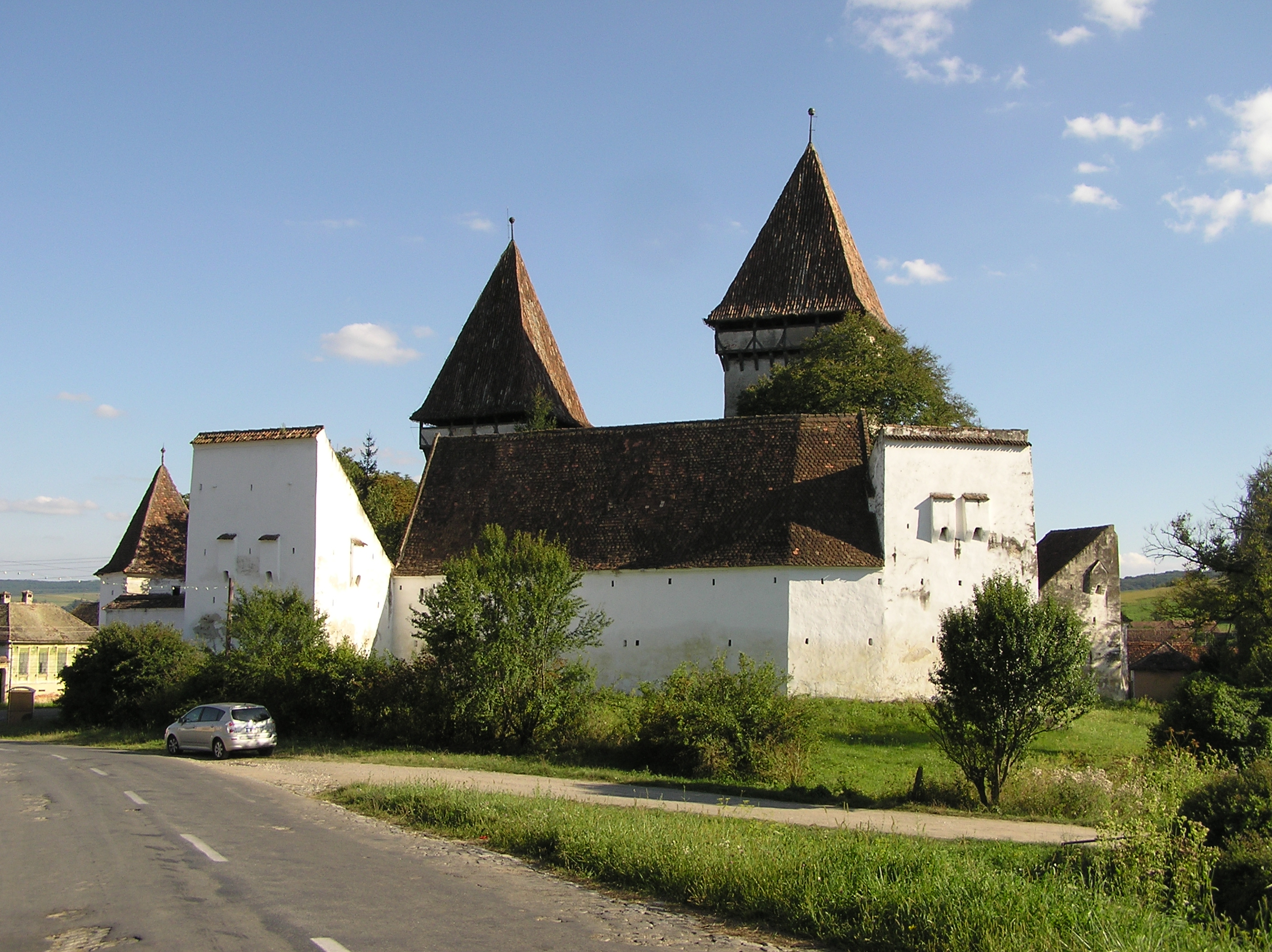
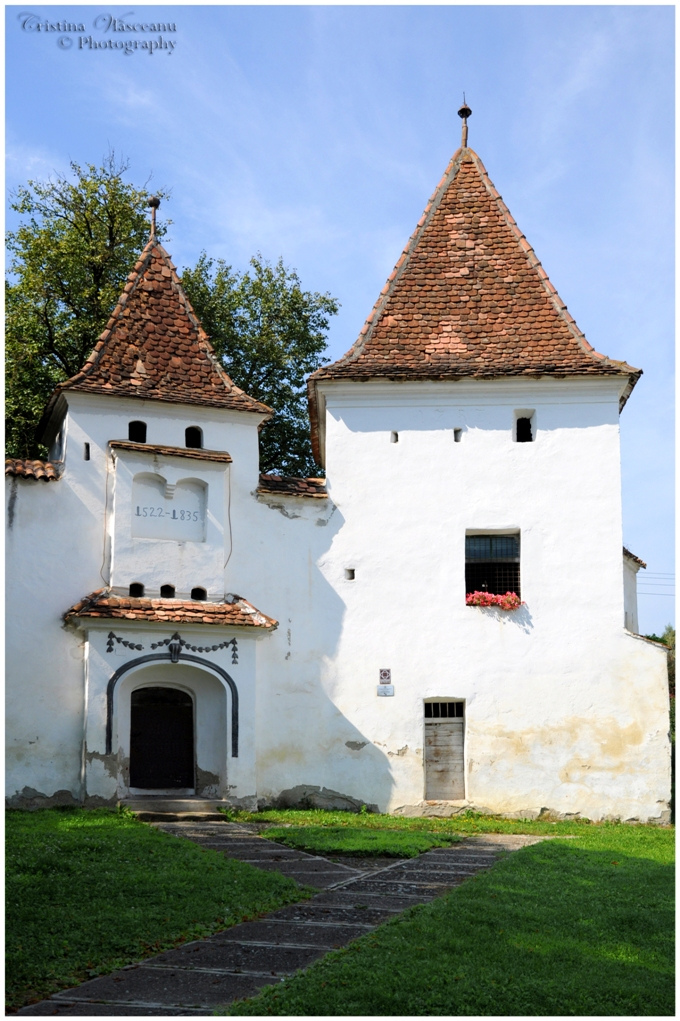
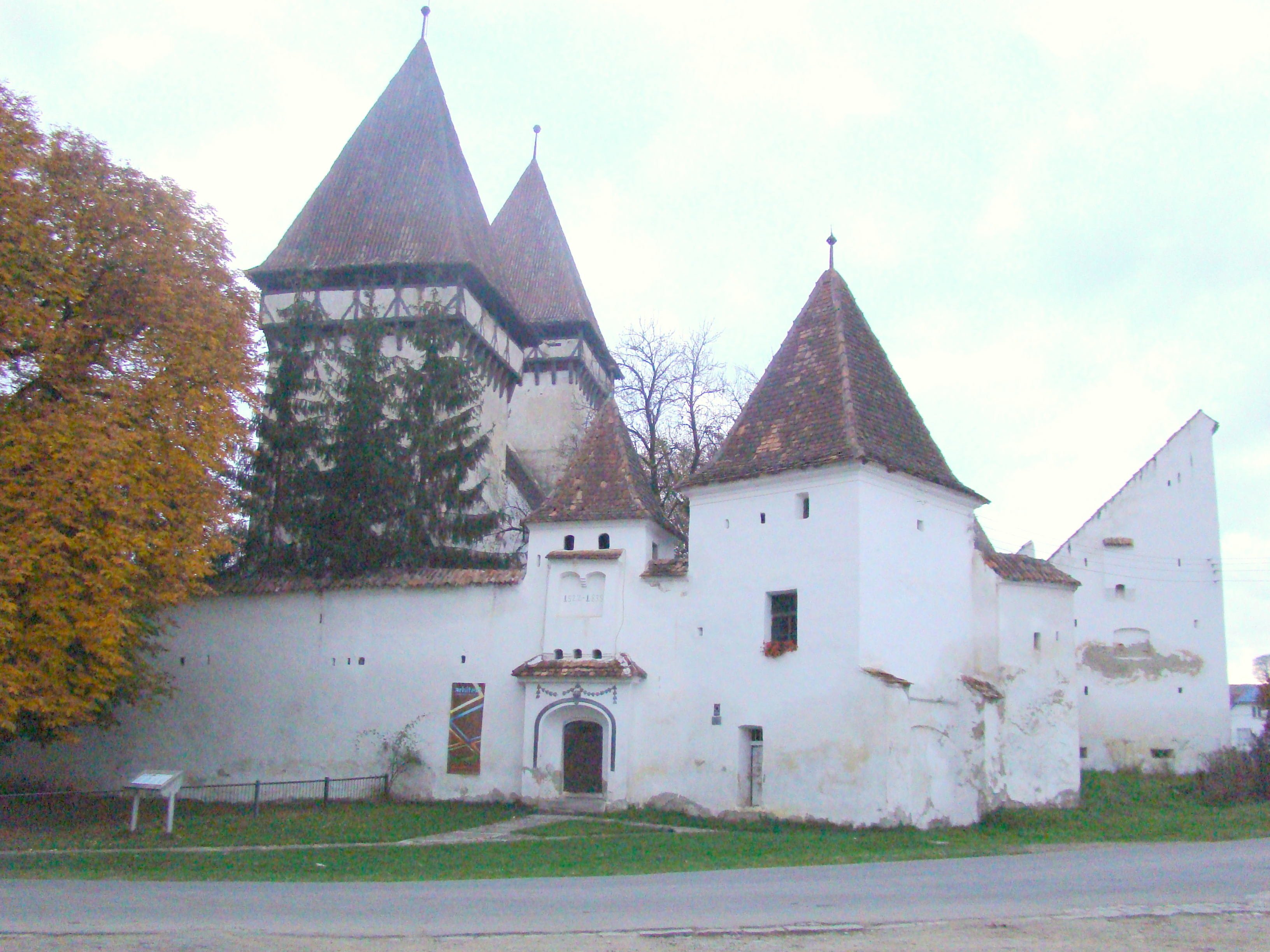
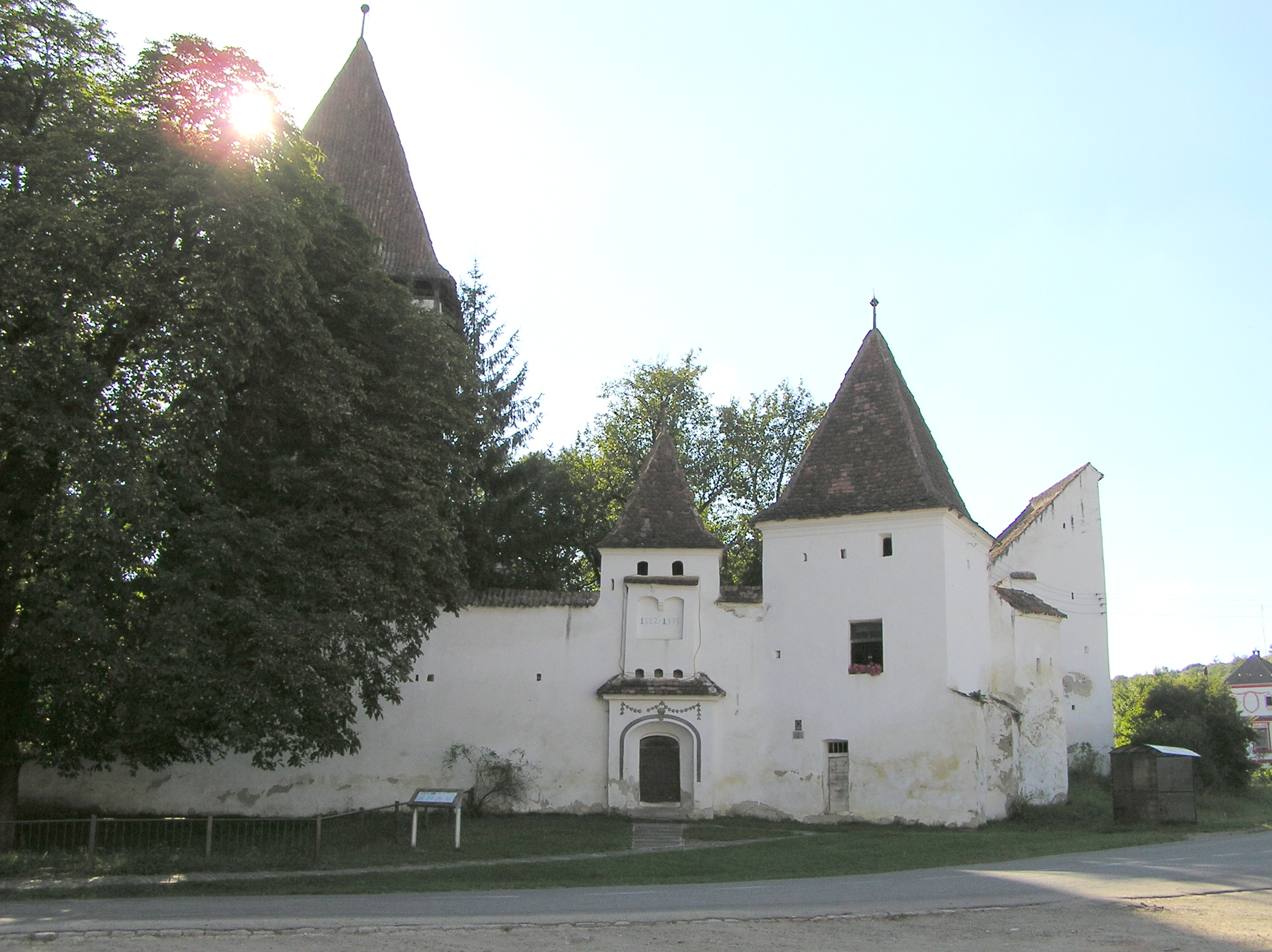